# Équatif (degré de comparaison)
L'équatif est un degré de comparaison de l'adjectif ou de l'adverbe : c'est alors un synonyme de comparatif d'égalité. Par exemple, l’équatif de l’adjectif « grand » est « aussi grand » (tandis que son comparatif est « plus grand » et son superlatif est « le plus grand »). Le terme est notamment employé dans la description des langues celtiques.